# Landelles-et-Coupigny
Landelles-et-Coupigny és un municipi francès situat al departament de Calvados i a la regió de Normandia. L'any 2007 tenia 821 habitants.

## Demografia

### Població
El 2007 la població de fet de Landelles-et-Coupigny era de 821 persones. Hi havia 368 famílies de les quals 112 eren unipersonals (36 homes vivint sols i 76 dones vivint soles), 152 parelles sense fills, 76 parelles amb fills i 28 famílies monoparentals amb fills.
La població ha evolucionat segons el següent gràfic:
Habitants censats

### Habitatges
El 2007 hi havia 485 habitatges, 373 eren l'habitatge principal de la família, 47 eren segones residències i 66 estaven desocupats. 467 eren cases i 12 eren apartaments. Dels 373 habitatges principals, 254 estaven ocupats pels seus propietaris, 117 estaven llogats i ocupats pels llogaters i 2 estaven cedits a títol gratuït; 2 tenien una cambra, 35 en tenien dues, 80 en tenien tres, 102 en tenien quatre i 153 en tenien cinc o més. 309 habitatges disposaven pel capbaix d'una plaça de pàrquing. A 200 habitatges hi havia un automòbil i a 125 n'hi havia dos o més.

### Piràmide de població
La piràmide de població per edats i sexe el 2009 era:
| Homes | Edats   | Dones |
| ----- | ------- | ----- |
| 0     | 95 o +  | 0     |
| 4     | 90 a 94 | 4     |
| 8     | 85 a 89 | 20    |
| 8     | 80 a 84 | 20    |
| 16    | 75 a 79 | 32    |
| 40    | 70 a 74 | 28    |
| 28    | 65 a 69 | 36    |
| 24    | 60 a 64 | 48    |
| 20    | 55 a 59 | 12    |
| 20    | 50 a 54 | 32    |
| 28    | 45 a 49 | 12    |
| 12    | 40 a 44 | 24    |
| 28    | 35 a 39 | 24    |
| 36    | 30 a 34 | 20    |
| 36    | 25 a 29 | 12    |
| 16    | 20 a 24 | 16    |
| 24    | 15 a 19 | 28    |
| 24    | 10 a 14 | 28    |
| 16    | 5 a 9   | 20    |
| 36    | 0 a 4   | 20    |

## Economia
El 2007 la població en edat de treballar era de 429 persones, 313 eren actives i 116 eren inactives. De les 313 persones actives 299 estaven ocupades (163 homes i 136 dones) i 14 estaven aturades (4 homes i 10 dones). De les 116 persones inactives 53 estaven jubilades, 36 estaven estudiant i 27 estaven classificades com a «altres inactius».

### Ingressos
El 2009 a Landelles-et-Coupigny hi havia 383 unitats fiscals que integraven 863,5 persones, la mediana anual d'ingressos fiscals per persona era de 14.166 €.

### Activitats econòmiques
Dels 31 establiments que hi havia el 2007, 1 era d'una empresa extractiva, 2 d'empreses alimentàries, 4 d'empreses de fabricació d'altres productes industrials, 7 d'empreses de construcció, 9 d'empreses de comerç i reparació d'automòbils, 1 d'una empresa de transport, 1 d'una empresa d'hostatgeria i restauració, 2 d'empreses de serveis, 3 d'entitats de l'administració pública i 1 d'una empresa classificada com a «altres activitats de serveis».
Dels 13 establiments de servei als particulars que hi havia el 2009, 1 era una oficina de correu, 4 tallers de reparació d'automòbils i de material agrícola, 2 paletes, 2 guixaires pintors, 1 fusteria, 1 electricista, 1 perruqueria i 1 veterinari.
Dels 4 establiments comercials que hi havia el 2009, 1 era una botiga de més de 120 m², 1 una botiga de menys de 120 m², 1 una fleca i 1 una joieria.
L'any 2000 a Landelles-et-Coupigny hi havia 62 explotacions agrícoles que ocupaven un total de 2.108 hectàrees.

## Equipaments sanitaris i escolars
L'únic equipament sanitari que hi havia el 2009 era una farmàcia.
El 2009 hi havia una escola elemental.

## Poblacions més properes
El següent diagrama mostra les poblacions més properes.